# Doin' It Again
Doin 'It Again è il terzo album in studio dell'artista inglese Skepta. Presenta la collaborazione degli artisti N-Dubz, Preeya Kalidas, Charlee Drew, Boy Better Know e Chip, ed è stato pubblicato il 31 gennaio 2011 sotto le etichette Boy Better Know e All Around the World. L'uscita dell'album è stata anticipata da quattro singoli che hanno ottenuto notevoli successi nella classifica dei Top 40 Singles nel Regno Unito durante tutto il 2010.

## Descrizione
L'album è composto da 15 tracce, sette delle quali includono la partecipazione di altri artisti (con un artista non accreditato). Il brano Hello, Good Morning è stato registrato sia da Skepta che da Diddy-Dirty Money. Per la traccia Big, Skepta ha collaborato con il collega rapper inglese Chipmunk. Skepta ha raccontato al quotidiano The Sun: "Io e Chipmunk eravamo insieme in un locale del West End. Avevo realizzato 'Big' per il mio album con il produttore S-X. L'ho fatta ascoltare a Chipmunk quella sera, mentre tornavamo insieme dal club, e gli è piaciuta così tanto che il giorno dopo è venuto nel mio studio per scriverci sopra la sua strofa". Il titolo dell'album sembra essere ispirato a una canzone tratta dal primo album degli Skepta, Greatest Hits, intitolata Doin 'It Again. Finora, l'album ha dato vita a quattro singoli, di cui tre hanno raggiunto la Top 40 e uno la Top 100 della UK Singles Chart.

## Accoglienza
Le recensioni per Doin 'It Again sono state divise. The Observer ha dichiarato: "Questo terzo album è chiaramente un tentativo di riconoscimento internazionale, ma a volte la transizione risulta faticosa". Il Guardian ha espresso un giudizio più positivo, sottolineando che Skepta possiede "una voce distintiva e autentica e un acuto senso dell'umorismo". Tuttavia, le recensioni di NME sono state molto più negative, affermando che l'album è "è il suono del sudiciume che si distrugge".

## Controversie
Il brano All Over The House, che era stato precedentemento pubblicato in una versione di un album precedente, ha suscitato polemiche quando è uscito il video musicale di Skepta, che conteneva scene pornografiche recitate da pornostar.

## Tracce
1. Nobody Made Me – 3:03
2. Rescue Me – 3:14
3. Amnesia – 3:55
4. Bad Boy – 2:50
5. Skit – 0:28
6. Do It Like Me – 4:39
7. Thrown in the Bin (feat. Boy Better Know) – 2:52
8. Cross My Heart (feat. Preeya Kalidas) – 2:53
9. Big (feat. Chipmunk) – 5:18
10. Taking Too Long (feat. Charlee Drew) – 3:26
11. All Over the House (feat. Shorty) – 4:16
12. So Alive – 3:38 (vs. N-Dubz)
13. Hello Good Morning (feat. Diddy-Dirty Money) (Grime remix) – 2:39
14. Doin' It Again – 3:38
15. Mike Lowery (iTunes bonus track) – 3:01